# Fractale
Fractale (フラクタル Furakutaru?) es una serie de anime de 11 episodios producida por A-1 Pictures y Ordet y dirigida por Yutaka Yamamoto. La historia fue desarrollada por Hiroki Azuma y el guion fue escrito por Mari Okada, con diseño de personajes originales de Hidari. El anime comenzó a emitirse en Japón en enero del 2011 en el espacio Noitamina de Fuji TV.
Existe una adaptación de Fractale al cómic dibujada por Mutsumi Akasaki que se está publicando en la revista Gangan Online de Square Enix desde el 30 de septiembre de 2010. El primer volumen recopilatorio salió a la venta en Japón el 22 de enero de 2011.[cita requerida]

## Argumento
La historia se desarrolla en el futuro, donde la sociedad está dirigida por el "Sistema Fractale". En una isla, un chico llamado Clain encuentra una chica herida de nombre Phryne en un acantilado, que desaparece dejando un colgante. Clain emprende un viaje con Nessa, un avatar con forma de niña para buscar a Phryne y descubrir el secreto del Sistema Fractale.[cita requerida]

## Personajes
Clain (クレイン Kurein?)
Seiyū: Yū Kobayashi 
Clain es el protagonista. Tiene "doppels" -como avatares robóticos- de sus padres, a los que puede controlar con un solo gesto. Clain es aficionado las "antigüedades" (actual tecnología del siglo XXI). Dado que muchas personas utilizan sus doppels, se siente molesto de no ver a mucha gente. Phryne le dio un broche tras conocerla. Su canción favorita habla de pedir un deseo a la estrella del mediodía.
Phryne (フリュネ Furyune?)
Seiyū: Minami Tsuda 
Phryne es presuntamente una sacerdotisa, o hija de un sacerdote. Tiene arrebatos repentinos y conoció a Clain cuando la perseguían un trío sospechoso (dos hombres y una niña). Tras pasar la noche a su lado, le regaló su broche. Siguiendo con la canción de Clain, afirmó "si a la estrella del mediodía debo pedirle un deseo, que la sonrisa de Clain persista para siempre".
Nessa (ネッサ?)
Seiyū: Kana Hanazawa 
Nessa es una chica alegre y enérgica que de repente aparece a partir del broche de Phryne. La gusta explorar, metiendo a Clain en líos. Parece saber mucho de Phryne y tiene muchos secretos.